# Mývatn
Mývatn je plitvo jezero, ki leži na območju aktivnega vulkanizma na severu Islandije, nedaleč od vulkana Krafla. Jezero z okoliškim mokriščem je izjemno bogato s favno vodnih ptic, zlasti rac. Jezero je ustvaril velik izbruh bazaltne lave vulkana pred 2300 leti. V okoliški pokrajini prevladujejo vulkanske reliefne oblike, stebri lave in psevdokraterji. Iztok iz jezera je reka Laxá, ki je znana po svoji bogati vsebnosti postrvi in atlantskega lososa.
Ime jezera (mý – mušica in vatn – jezero) v prevodu pomeni »jezero mušic«, ki se tam množično pojavljajo v poletnih mesecih. Ime Mývatn se včasih uporablja ne le za jezero, temveč celotno okoliško naseljeno območje. 
Reka Laxá, jezero Mývatn in okoliška mokrišča so zaščitena kot naravni rezervat.

## Vulkanizem
Jezero Mývatn je nastalo pred približno 2300 leti z velikim izbruhom, pri katerem je iz razpoke tekla bazaltna lava. Lava se je stekala po dolini Laxárdalur v nižinsko ravnino Aðaldalur, kjer se je približno 50 km od Mývatn zlivala v Arktični ocean. Vrsta kraterjev, ki je nastala z izbruhi nad razpoko, se imenuje Þrengslaborgir (ali Lúdentarborgir) in jo pogosto navajajo kot šolski primer te vrste ognjeniške dejavnosti. Tisti čas je bilo na tem območju veliko jezero, ki je bilo predhodnik današnjega Mývatna. Ko je žareča lava dosegla jezero, se je pod njo ujelo nekaj jezerskih usedlin, pomešanih z vodo. Prišlo je do eksplozij pare, ki so raztrgale lavo na drobne kosce in jo raznesle po zraku, skupaj z njo pa tudi del jezera.
Zaradi pogostih eksplozij na več mestih so nastale skupine kraterjev, ki zdaj dajejo pečat pokrajini ob obali jezera Mývatn in tudi tvorijo nekaj otokov v njem. Ta vrsta tvorb iz lave se imenuje tudi psevdokraterji ali stožci brez korena. Skupina takšnih kraterjev pri Skútustaðirju na južni obali jezera je zaščitena kot naravni spomenik. Druge skupine psevdokraterjev na tem polju lave so še v dolinah Laxárdalur in Aðaldalur. Na nekaterih mestih je nastanek psevdokraterjev zaustavil tok lave in nastala so začasna jezera lave. Lava je iz teh jezerc sčasoma odtekla, ostali pa so gozdovi skalnatih stebrov. Največja med temi tvorbami se imenuje Dimmuborgir. Ne nekem drugem kraju, Höfði, stojijo stebri v jezerski vodi. Lava, ki je nastala ob þrengslaborgirskem izbruhu, se imenuje tudi mlajša laxška lava.
Okrožje Mývatn leži na zahodni meji vulkanskega območja, ki seka severovzhod Islandije od severa do juga in predstavlja podaljšek atlantskega srednjeoceanska hrbta. Vse geološke tvorbe so precej mlade, saj izvirajo iz ledene dobe ali še kasnejših obdobij.
Trdno podlago pod močvirji zahodno od jezera Mývatn so ustvarili tokovi lave v medledenih dobah. Večina okoliških gora je nastala z izbruhi pod ledenim pokrovom v času poledenitev. Tisti izbruhi, pri katerih se je led stopil vse do površja, so ustvarili mizaste gore (Bláfjall, Sellandafjall, Búrfell, Gæsafjöll), drugi pa hialoklastitne grebene (Vindbelgjarfjall, Námafjall, Dalfjall, Hvannfell).
Ob koncu ledene dobe, pred približno 10.000 leti, je dolino Mývatn pokrival ledenik, ki je na koncu naril velike morene, ki jih lahko še danes vidimo na severni strani jezera. Ko se je začel ledenik topiti, se je v mývatnski kotlini nabiralo ledeniško jezero, dokler se ni ledenik umaknil od sedanjega toka reke Laxá.
Vulkansko aktivnost v okrožju Mývatn po koncu ledenih dob lahko razdelimo na tri cikle. Lúdentski cikel se je začel kmalu po koncu ledene dobe. V ta čas sega eksplozijski krater (obroč iz tefre) Lúdent. Njegovemu izbruhu je sledilo več manjših izbruhov iz razpok. Pred približno 3800 leti je nastal približno 25 km jugovzhodno od Mývatna ščitasti vulkan Ketildyngja, iz katerega se je po južnem delu tega okrožja razlil ogromen tok lave (t. i. starejša laxška lava), ki je tekel po dolini Laxárdalur in skoraj dosegel morje. Ta lava je delovala kot jez, za katerim je nastalo prvotno jezero Mývatn, ki je bilo skoraj tolikšno kot današnje.
Drugi ali hverfjallski vulkanski cikel se je začel pred 2500 leti z orjaškim, vendar kratkotrajnim izbruhom, ki je oblikoval eksplozijski krater (obroč iz tefre) Hverfjall (imenovan tudi Hverfell). Sledil je izbruh na območju Jardbadshólar, ki je ustvaril polje lave med Reykjahlíðom in Vogarjem. Približno 200 let kasneje je izbruhnil še en velikanski tok lave, mlajša laxška lava. Lava je zajezila sedanje jezero Mývatn, pa tudi jezera Sandvatn, Grænavatn in Arnarvatn.
Tretji vulkanski cikel se je začel z izbruhi Mývatnseldarja v letih 1724-1729. Prvi od teh izbruhov je ustvaril kratersko jezero Víti. Kasneje je lava tekla z Leirhnjúkurja proti severnemu koncu jezera Mývatn in uničila dve kmetiji. Mývatnseldarski izbruhi so precej podobni nedavni vulkanski aktivnosti blizu Krafle v letih 1975-1984. Oboje je povzročil osrednji vulkan, ki leži med Kraflo in Gæsafjöllom. Znotraj vulkana je komora magme, iz katere tekoča magma občasno bruhne skozi več razpok, ki sekajo vulkan od severa proti jugu.
Za nedavno aktivnost so bila značilna obdobja počasnega dvigovanja površja, ki so jih prekinjala krajša obdobja hitrega posedanja, podzemeljskih izbruhov magme, nastajanja razpok, potresov in izbruhov (slednjih je bilo skupno devet). To je odličen primer postopka premikanja tektonskih plošč na Islandiji. Osrednji vulkan skupaj z okoliškimi razpokami tvori vulkanski sistem. Vulkanski sistem Krafla je eden od več takšnih sistemov, ki skupaj tvorijo islandsko vulkansko območje.
Okrog osrednjega vulkana Krafla leži še nekaj gora iz riolita (Hlíðarfjall, Jörundur, Hrafntinnuhryggur).
Zaradi njegovega vulkanskega izvora so v jezeru kamnolomi kremena.

## Vodne ptice
Jezero se napaja s hranili bogato izvirsko vodo in ima obilo vodnih žuželk (Chironomidae in Cladocera), ki so glavna hrano za race. Tukaj gnezdi trinajst vrst rac. Gre za mešanico evrazijskih in severnoameriških tipov in severnih in arktičnih vrst. Večina rac so selivke, ki prihajajo konec aprila ali v začetku maja iz severozahodne Evrope. Največ je čopaste črnice (Aythya fuligula), ki je priletela na Islandijo ob koncu 19. stoletja. Druga najpogostejša je rjavka(Aythya marila).
Druge pogoste vrste so še: islandski zvonec (Bucephala islandica), srednji žagar (Mergus serrator), žvižgavka (Anas penelope), konopnica (Anas strepera), mlakarica (Anas platyrhynchos), črna raca (Melanitta nigra), zimska raca (Clangula hyemalis) in kreheljc (Anas crecca). Okoli reke Laxa je velika kolonija harlekinska raca (Histrionicus histrionicus) in ob ustju reke približno 50 km oddaljeno od jezera Myvatno še velika kolonija morskih rac (Somateria mollissima). Za islandskega zvonca je posebnost v tem, da je edina nearctična raca na območju. Njegova populacija je približno 2000 ptic in je zelo odvisna od habitata, ki ga zagotavlja sistem Myvatn - reka Laxa in okoliška polja lave. Večina tusi prezimi tukaj. Ta vrsta je gnezdilka v luknjah, v Severni Ameriki v drevesih luknjah, na Myvatnu pa ptice uporabljajo za gnezdenje votline v lavi. Druge race množično gnezdijo na številnih otokih na jezeru in okoliškem močvirju. Iz okoliških kmetij tradicionalno nabirajo račja jajca za domačo uporabo. Da bi zagotovili nov zarod velja staro pravilo, da morajo najmanj štiri jajca ostati v gnezdu.
Poleg navedenih tukaj živijo še: zlatouhi ponirek (Podiceps auritus), ozkokljuni liskonožec (Phalaropus lobatus), ledni slapnik (Gavia immer), rdečegrli slapnik (Gavia stellata) in pojoči labod (pronounced hooper).
Stanje vodnih ptic vsako leto spremljajo že od leta 1975 na raziskovalni postaji Myvatn.

## Rastline
Jezero Mývatn je eden redkih krajev na svetu, kjer raste zelena alga Marimo (Aegagropila linnaei), znan tudi kot Cladophora ball, Lake ball, or Moss Balls v angleščini, vrsta nitaste zelene alge (Chlorophyta).

## Nekatere zanimivosti

### Dimmuborgir
Dimmuborgir leži v bližini Mývatna in predstavlja področje zanimivih formacij iz lave. Te oblike so nastale pred 2000 leti ob izbruhu Laxa-lave iz Þrengslaborgirja. Teorija nastanka teh formacij pravi, da je lava najprej zalila z vodo napolnjeno jezero oziroma depresijo, ustvarila lavino jezero, ki se je na površini hitro strdilo. Nato je vroča magma na različnih mestih predrla ta nov sloj in ustvarila nekakšne dimnike. Z višanjem dimnikov se je ustvarila napetost na zgornjem strjenem sloju lave, ki je razpokal. Poleg dimnikov so tukaj še preduhi, votline in razne druge oblike.
Skozi te formacije so urejene različno dolge sprehajalne poti, krožijo pa tudi zgodbe o škratih, ki naj bi tukaj prebivali.

### Námaskarð
Približno 6 km od kraja Reykjahlíð ob jezeru Mývatn v smei proti Egillsstaðirju se nahaja zanimivo geološko področje. Področje je zelo aktivno, tukaj so vroči bazeni brbotajočega blata, solfatare, fumarole in drugi pojavi.

### Krafla
Večji izbruh vulkana Krafla v letih 1975-1984 je pustil za seboj različna obsežna prekrivajoča lavina polja. Nekatera področja so še vedno aktivna in tam so solfatare in različne oblike strjene lave. V bližini (oddaljen približno 500 m) je eksplodiral velik krater imenovan Viti (ima isto ime kot podoben krater na vulkanu Askja), v katerem je tirkizno zelena voda. Okoli kraterja je speljana sprehajalna pot. V bližini je tudi geotermalna elektrarna.